# Hamlet Reyes
Hamlet Reyes (1907-1992) fue un abogado y político uruguayo. Su nombre aparece vinculado a la dictadura cívico-militar en Uruguay (1973-1985).

## Biografía
Egresado como abogado de la Universidad de la República.
Integró la Suprema Corte de Justicia de Uruguay en 1962-1972, que llegó a presidir; en tal carácter, en 1970 participó en España de la Conferencia de Ministros de Justicia de los Países Hispano-Luso-Americanos y Filipinas.
Después del golpe de Estado del 27 de junio de 1973, fue nombrado para el Consejo de Estado. Desde 1976 fue presidente del mismo y todos los decretos-leyes del periodo 1976-1985 llevan su firma en tanto presidente del cuerpo.